# Sioux Rapids (Iowa)
Sioux Rapids – miasto w Stanach Zjednoczonych, w stanie Iowa, w hrabstwie Buena Vista. W 2000 roku liczyło 720 mieszkańców.